# Бийтълджус
„Бийтълджус“ (на английски: Beetlejuice) е американски игрален филм, фентъзи черна комедия от 1988 година. Режисиран е от Тим Бъртън, а продукцията е на Geffen Film Company по поръчка на „Уорнър Брос Пикчърс“. Във филма участват Майкъл Кийтън, Алек Болдуин, Джина Дейвис и Уинона Райдър. Премиерата се състои на 30 март 1988 г. в САЩ. „Бийтълджус“ е първият филм, в който Тим Бъртън си сътрудничи с Майкъл Кийтън; по-късно двамата работят заедно в „Батман“ и „Батман се завръща“.

## Сюжет
Внимание:  Текстът по-долу разкрива сюжета на произведението (или части от него)!
Във филма се разказва историята на младото американско семейство Адам и Барбара Мейтланд от щата Кънектикът. Те искат да имат дете и решават да прекарат две седмици в служебен отпуск. По пътя обаче автомобилът им пада в река от един мост край дома им. Когато се завръщат в къщата си, те разбират, че са се удавили и са се превърнали в невидими призраци.
Когато Адам решава да излезе навън, той се озовава в пустинен свят с чудовищни пясъчни червеи, които почти го изяждат. Скоро починалите съпрузи намират „Наръчник за наскоро починалите“ и започват да го изучават, опитвайки се да решат какво да правят по-нататък. Междувременно сестрата на Барбара, Джейн Бътърфийлд, продава къщата на семейство Дийц от Ню Йорк. Делия Дийц, която смята себе си за творческа личност, с помощта на своя приятел Ото, арогантен интериорен дизайнер, започва ремонт на къщата, като иска да пребоядиса и прекрои всичко. Чарлз Дийц, съпругът на Делия, любител орнитолог, мечтае тихо да наблюдава птици и да не мисли за нищо, а младата Лидия, доведената дъщеря на Делия, е готик и мечтае да стане професионален фотограф.
Възмутени от наглостта на Делия, семейство Мейтланд се опитват да изплашат и изгонят новите наематели от къщата си, но тъй като Делия и Чарлз не могат да ги видят, всички опити на мъртвата двойка са напразни. Тогава Адам и Барбара, с помощта на наръчника, проникват в отвъдното. Този свят практически не се различава от света на живите: има и много бюрократи, опашки и необходимостта да се попълнят и подпишат куп различни документи. Адвокатката Джуно казва на семейство Мейтланд, че трябва да останат в къщата 125 години и за да прогонят семейство Дийц, те трябва да бъдат „истински“ уплашени. Осъзнавайки, че не са в състояние да изплашат новите собственици, Адам и Барбара, въпреки категоричната забрана на Джуно да не правят това, викат Бийтълджус на помощ. Това е бившият асистент на Джуно, който сега работи като призрак „биоекзорсист“. Бийтълджус се оказва много груб и нагъл тип и семейство Мейтланд бягат от него. Скоро се оказва, че Лидия може да види Адам и Барбара. Те започват да стават приятели и Лидия, която мрази мащехата си Делия, решава да помогне на призраците да прогонят нежеланите наематели.
По време на вечеря, на която Делия е поканила шефката си Макси Дийн, Адам и Барбара създават хаос, но вместо да изплашат гостите, те ги привличат. На Чарлз му хрумва идеята да превърне дома си в „къща с духове“ и да я направи туристическа атракция. Дийн иска доказателство за съществуването на призраци, така че Ото, използвайки наръчника, провежда това, което смята, че е сеанс и призовава Адам и Барбара, но двойката започва да се разпада, тъй като Ото несъзнателно извършва екзорсизъм. За да спаси Мейтланд, Лидия неохотно вика Бийтълджус на помощ, но той се съгласява да помогне само при условие, че Лидия се омъжи за него. Ако това се случи, тогава Бийтълджус ще може свободно да влезе в света на живите и да сее хаос в него. Бийтълджус спасява Адам и Барбара, но веднага ги разпръсква в два „свята“, така че да не пречат на брака му. По време на сватбената церемония всеки се опитва да произнесе името на Бийтълджус, за да го накара да изчезне, но коварният демон буквално кара всички да млъкнат. Накрая Адам отвлича вниманието на Бийтълджус, като го блъска с една от своите коли макети, а Барбара нахлува в къщата, яхнала пясъчен червей, който поглъща Бийтълджус.
Дийц и Мейтланд решават да живеят заедно в мирно съжителство. Адам, Барбара и Лидия танцуват в обновената част, празнувайки добрата оценка на Лидия на изпит по математика, докато Чарлз чете книга, наречена „Живите и мъртвите“. Междувременно Бийтълджус седи в чакалнята на задгробния живот и се опитва да прескочи опашката пред един магьосник, който в отговор му стиска главата. Въпреки това Бийтълджус остава оптимист и казва: „Изглеждам по-добре по този начин“.

## Актьорски състав
- Майкъл Кийтън – Бийтълджус, демон и „биоекзорсист“
- Алек Болдуин – Адам Мейтланд, любител производител на модели, призрак
- Джина Дейвис – Барбара Мейтланд, съпругата на Адам, призрак
- Катрин О'Хара – Делия Дийц, новата собственичка на къщата
- Джефри Джоунс – Чарлз Дийц, съпругът на Делия
- Уинона Райдър – Лидия Дийц, дъщерята на Чарлз, готик момиче
- Силвия Сидни – Джуно, адвокатка, помагаща на семейство Мейтланди в отвъдния живот, призрак
- Робърт Гуле – Макси Дийн, богат бизнесмен
- Мари Читъм – Сара Дийн, съпругата на Макси Дийн
- Дик Кавет – Бърнард, шеф на Чарлз Дийц
- Глен Шадикс – Ото Фенлок, интериорен дизайнер и приятел на Делия
- Анна Макенроу – Джейн Бътърфийлд, брокерка и братовчедка на Барбара
- Сими Боу – портиер в отвъдния живот, призрак
- Кармен Филпи – куриер в чакалнята на задгробния живот, призрак
- Тони Кокс – призрак проповедник, когото Бийтълджус призовава за сватбата си с Лидия
- Джак Ейнджъл – глас на проповедника

## Снимачен процес
- Всички починали хора в чакалнята за задгробния живот са в същото състояние, в което са умрели, но удавените Мейтландс не са мокри от водата. Тим Бъртън смята, че поддържането на актьорите постоянно мокри на снимачната площадка би било твърде неудобно.
- Когато Адам и Барбара са в офиса на задгробния живот, силен глас от високоговорителите съобщава: „Полет 409 пристига на гейт 3“. В действителност полет 409 на „Юнайтед Еър Лайнс“ се разбива в планина в Уайоминг на 6 октомври 1955 г., убивайки всички пътници и екипаж на борда. По онова време това е едно от най-тежките въздушни бедствия в историята.
- По време на снимките на този филм Катрин О'Хара се запознава с бъдещия си съпруг, дизайнера на продукцията Бо Уелч.
- Този филм е първият DVD филм, издаден от Netflix през 1998 г.
- В епизода, в който Адам и Барбара влизат в офиса на адвокатката Джуно и я виждат да говори с наскоро починал футболен отбор, прозорецът на офиса на Джуно разкрива киносалон, пълен с призраци. Когато филмът е пуснат, сцената създава илюзията, че живи и мъртви зрители могат да се видят.
- Искайки да покаже как наистина да изплаши живите, Бийтълджус показва страховито лице на Адам и Барбара, но зрителят не вижда това лице, тъй като камерата показва Бийтълджус отзад. Първоначално „страшното лице“ на Бийтълджус е трябвало да се покаже на зрителите, за което е създаден сложен грим, но в крайна сметка режисьорът се отказва от тази идея.
- Тъй като сценарият на филма се струва твърде странен на актьорите, те не приемат веднага предложението на Бъртън да участва в този филм. Само Джина Дейвис веднага се съгласява, а останалите актьори е трябвало да бъдат убедени. Продуцентът на филма Дейвид Гефен се обръща към мениджъра на Майкъл Кийтън, за да убеди актьора да се срещне с Бъртън и едва след дълъг разговор между Кийтън и Бъртън, Кийтън най-накрая казва „да“. А за да убеди Катрин О'Хара, режисьорът Бъртън лично лети до друг град.
- Сцената, в която Бийтълджус се превръща в страховита змия и напада живи хора, е заснета преди Майкъл Кийтън да е избран за ролята на Бийтълджус и затова използваната аниматронна змия не прилича на него. След като Кийтън получава ролята, сцената е заснета отново, а змията е направена да изглежда като Кийтън – Бийтълджус.
- Касовият успех на филма води до планове за продължение, наречено „Бийтълджус идва на Хаваите“. Поръчан е сценарий и Майкъл Кийтън и Уинона Райдър се съгласяват да повторят ролите си. Тим Бъртън по това време обаче губи интерес към проекта и вместо това режисира „Батман“ (1989) и „Батман се завръща“ (1992). „Само“ тридесет и пет години по-късно Тим Бъртън най-накрая заснема продължение на историята на Бийтълджус, в която Кийтън, Райдър и О'Хара се завръщат в ролите на своите герои.
- Оригиналният сценарий изисква гостите на вечерята да танцуват на „The Ink Spots“, но Джефри Джоунс и Катрин О'Хара предлагат да пуснат „Banana Boat“ от Хари Белафонте. Когато актьорът Глен Шадикс, който играе Ото във филма, умира през септември 2010 г., според завещанието му, песента „Banana Boat“ е изсвирена на възпоменателната му служба.
- Актрисата Кърсти Али е първият избор за ролята на Барбара, но по това време е заета с друг проект и продуцентите не прекратяват договора ѝ. Сигорни Уивър, Линда Блеър, Голди Хоун, Лора Дърн и Линда Хамилтън също са разглеждани за ролята на Барбара.
- Заедно с „Космически топки“ (1987) и „Голям“ (1988), този филм съдържа думата "fuck" веднъж, въпреки че филмът е оценен като PG-13.
- Чарлз Дийц е показан да чете списание, озаглавено „Живите и мъртвите“. Корицата на книгата е броят на списание Macworld от януари 1988 г. Оригиналният реквизит е продаден за 1375 долара на Heritage Auctions.
- Споменава се няколко пъти във филма, че семейство Мейтланд и Дийц живеят в измисления град Уинтър Ривър, Кънектикът.
- Актрисата Силвия Сидни играе пушещ призрак с дупка в гърлото, от която излиза дим. В реалния живот Сидни умира от рак на гърлото в Ню Йорк на 88-годишна възраст.
- По време на сцената на гробището след бягството на семейство Мейтланд, Бийтълджус изтърва нервите си и рита дърво. Първоначално дървото не трябвало да пада, но по време на една от снимките Майкъл Кийтън рита декора толкова добре, че той пада, а Кийтън казва фраза, която не е в сценария: „Дяволски добър модел!“ Режисьорът Тим Бъртън много харесва тази импровизация с падащото дърво и я включва във филма.
- В първоначалния си вариант филмът завършва с Лидия, която умира в пожар и се присъединява към приятелите си в отвъдния живот. Създателите на филма променят края, смятайки, че изглежда като завоалирана пропаганда за самоубийство и е лош пример за младите хора.
- Във филма изобщо не се споменава майката на Лидия. В оригиналния сценарий майка ѝ се казва Евелин. В историята Евелин и Чарлз се развеждат и тя остава в Ню Йорк с по-малката сестра на Лидия, но идва в дома им в Кънектикът като гост за вечеря. В готовия филм обаче не се споменават нейните майка и по-малка сестра. В музикалната адаптация на филма се обяснява, че майката на Лидия, на име Емили Диц, е починала малко преди събитията от историята и тази смърт е представена като основна причина за депресията на Лидия и интереса ѝ към отвъдния живот.
- Когато Бийтълджус убеждава Лидия да се омъжи за него, той нарича себе си „най-добрият ерген, откакто се появи Валентино“. Това е закачлива препратка към Рудолф Валентино, италианския холивудски филмов актьор от 20-те години на XX век, който е наричан „Латинолюбивия“ и смятан за водещ сърцеразбивач на Холивуд по онова време.
- Според сценариста Лорънс Сенелик, оригиналният сценарий е бил много по-зловещ. Семейство Мейтланд умира не от удавяне, а от много по-ужасна смърт, а Бийтълджус не е весел „биоекзорсист“, а убийствен демон.
- Общото време, в което Мейтланд са живи, без да се броят началните надписи, е пет минути и тридесет и пет секунди.
- Бийтълджус никога не казва собственото си име. Подразбира се, че той не може да направи това. Иначе можеше да се призове, когато си поиска.
- На 11-ата минута от началото на филма зрителите виждат Бийтълджус да чете вестник „Задгробен живот“. В раздела за некролози има снимки на Мейтланд, облечени точно с това, което са носили, когато са починали. Това е основна разлика от некролозите на „Вестник на живите“, където членовете на семейството избират коя снимка на починалия да използват.
- По време на сцената, в която Лидия, Делия, Чарлз и Ото отиват на тавана, за да се изправят срещу Адам и Барбара и вместо това откриват модел на града, Адам и Барбара висят от прозореца отвън с ръце, вкопчени в него. По време на монтажа е премахнат момент, в който, докато Адам и Барбара висят от прозореца, пясъчен червей под тях се опитва да ги изяде.
- Колата, с която семейство Мейтланд пада от моста в реката, е Volvo 245 DL от 1977 г. По време на излизането на филма, комбито на Волво се смята за най-безопасният автомобил в Америка. В няколко реклами производителите на автомобила се хвалят, че Волво са толкова добре направени, че шофьорите могат да оцелеят при различни инциденти в тях. Подобни изявления на фона на „смъртта“ във филма на Адам и Барбара във Волво придават на филма допълнителна доза „черен хумор“.
- Черепът на върха на въртележката на Бийтълджус е много подобна на Джак Скелингтън – фигура на скелет, която Тим Бъртън рисува в 1982 г. и която в крайна сметка ще бъде използвана като главен герой в „Кошмарът преди Коледа“ (1993), на който Бъртън е съавтор и продуцент.
- Бюджетът за визуални ефекти е само 1 милион долара, което е основното изискване на Тим Бъртън, за да направи визуалните ефекти възможно най-ненатоварващи.
- Майкъл Макдауъл, който е автор на оригиналния сценарий на филма, е както лично, така и професионално обсебен от смъртта. Той получава докторска степен по английска литература от университета Брандейс, а дисертацията му е озаглавена „Американското отношение към смъртта, 1825 – 1865 г.“ Макдауъл е не само плодотворен писател на мистерии, трилъри и романи на ужасите, но и колекционер на предмети, свързани със смъртта. Той, заедно с дългогодишния си любовник, професор по театрално изкуство Лорънс Сенелик, е събрал голяма колекция от исторически сувенири от смъртта, включително мемориални и погребални картички, ноти за песни за смъртта, посмъртни реликви, реклами за траурни рокли и надгробни плочи, документи, свързани с погребалната индустрия, различни снимки – от така наречените „спиритични снимки“ до следсмъртни изображения на починали деца и възрастни, и полицейски снимки с ужасяващи сцени на престъпления. Макдауъл умира през 1999 г. на 49-годишна възраст от СПИН.
- Точно преди вечерята Делия казва на Лидия, че един от поканените гости пише за списание „Изкуството в Америка“. Във финалната сцена, когато Делия показва на Чарлз най-новата си скулптура, зад него се появява копие на списание „Изкуството в Америка“ със снимка на Делия и няколко нейни скулптури на корицата и слоган „Изображения от отвъдното“.
- Тим Бъртън сериозно обмисля Арнолд Шварценегер за ролята на Бийтълджус, но продуцентите на филма са против, защото Шварценегер е екшън звезда и публиката не би го приела на сериозно като „забавен демон“. Упоритият Бъртън все пак се обръща към Шварценегер, но му е отказано, защото по това време Арнолд е зает със снимките на „Бягащият човек“ (1987).
- Тим Бъртън иска Антон Фърст като дизайнер на продукцията за този филм, но по това време Фърст е зает със снимките на „Не викайте духове“ (1988) (филмът също е за призраци, но се оказва много лош и напълно се проваля в боксофиса). Бъртън и Фърст успяват да работят заедно по филма „Батман“ (1989), за който Фърст получава „Оскар“.
- В интервю актьорът Алек Болдуин казва, че наистина не харесва този филм и съжалява, че се е съгласил да участва в него.
- Майкъл Кийтън, който играе Бийтълджус, не се появява до 25-ата минута от филма, а героят му прекарва само 14,5 минути на екрана (от 92 минути филм). Ето защо Майкъл Кийтън прекарва само две седмици в снимки.
- В чакалнята на края на филма долната половина на асистента на магьосника, който Бийтълджус се опитва да заблуди, се играе от тогавашната приятелка на режисьора Тим Бъртън.
- По време на интервю през 2016 г. Майкъл Кийтън е попитан за сетен път дали ще има някога продължение на Бийтълджус. Актьорът Бенджамин Новак, който е до Кийтън, предлага всички просто да кажат „Бийтълджус“ три пъти и ще има продължение. Всички около него, включително самият Кийтън, се засмиват на глас на това предложение.
- Черно-бялото раирано облекло на Бийтълджус подсказва, че той е пленник на проклятието, което го е сполетяло, и затова облеклото на героя трябва да е подобно на дрехите на затвора.
- Джулиет Люис, Лори Лафлин, Даян Лейн, Сара Джесика Паркър, Брук Шийлдс, Джъстин Бейтман, Моли Рингуолд и Дженифър Конъли са разглеждани за ролята на Лидия. Хедър Ленгенкемп е обмисляна за ролята на Лидия, след като Тим Бъртън я вижда в „Кошмари на Елм Стрийт“, но Лангенкамп отказва ролята. В крайна сметка окончателният избор се свежда само до две актриси: Уинона Райдър и Алиса Милано, като Райдър получава ролята.
- Бийтълджус облича своя емблематичен костюм на черно-бели райета за две минути в кулминацията на филма.
- Стикерът на бронята на колата, която шофират Адам и Барбара, гласи: „Аз спирам заради животните“.
- Името на главния герой, както и заглавието на самия филм, е игра на думи – в една от английските транскрипции името на звездата Бетелгейзе звучи като „Betelgeuse“, което е подобно на „Beetlejuice“ („сок от буболечки”).
- Дъстин Хофман, Робин Уилямс, Кристофър Лойд, Джим Кери, Тим Къри,  Джак Никълсън, Бил Мъри, Робърт де Ниро и Джон Клийз са разглеждани за ролята на Бийтълджус.
- За епизода, в който Барбара държи нож в едната си ръка, а в другата ръка вдига „отсечената“ глава на Адам, Алек Болдуин е коленичил зад черен параван, изрязан около брадичката му, като така се създава впечатление, че „отсечената главата“ виси във въздуха.
- Публичният дом, който Бийтълджус възнамерява да посети, се нарича „Адът на Данте“ – препратка към известното произведение на Данте „Божествена комедия“. Всички „работнички“ в публичния дом имат флиртуващи дяволски рога на главите си.
- След неочаквания касов успех на „Голямото приключение на Пи-Уи“ (1985), Тим Бъртън открива, че е много популярен режисьор, тъй като започва да получава много интересни сценарии. Бъртън обаче не харесва нищо от изпратеното, а той вече е започнал да пише своята версия за Батман, когато му изпращат сценария на Майкъл Макдауъл. Бъртън много харесва идеята и веднага се съгласява да направи филма.
- Тим Бъртън първоначално се опитва да снеме сцената, където скариди скачат от чиниите и атакуват лицата на гостите, които седят на масата, чрез скрити под масата актьори с гримирани ръце. Сцената не се получава и тогава решават да заснемат сцената по различен начин – поставят „скариди“ върху лицата на седналите гости и с помощта на тънки конци ги отдръпват от лицата им, така че да паднат на масата, а след това просто показват сцената в обратен ред.
- Всъщност филмът не е заснет в Кънектикът, а в малкото градче Източен Коринт, Върмонт. В близост до града е построен покрит мост над рекичка за място на катастрофата. Къщата на Мейтланд е само фасада (тоест просто „празна кутия“), построена на фермерско поле на стотина метра от моста, без каквито и да е вътрешни помещения.
- През 2000 г. Американският институт за кино включва филма в списъка на 100-те най-смешни американски филма.
- Сцената, в която Бийтълджус изяжда муха, е препратка към филма на ужасите „Мухата“ (1958). Докато Бийтълджус влачи мухата под земята, тя може да бъде чута да крещи известната реплика от филма от 1958 г.: „Помогнете ми! Помогнете ми!“
- В сцената, когато Ото призовава призраците Мейтланд, той цитира редове от поемата на Томас Ловел „Предупреждението“.
- Възрастта на Лидия никога не се посочва, но по време на снимките (11 март до 11 юни 1987 г.) Уинона Райдър, която играе Лидия, е на 15 години (родена е на 29 октомври 1971 г.).
- Името „Бийтълджус“ се произнася правилно петнадесет пъти във филма: Барбара – осем пъти, Джуно – два пъти, Лидия – пет пъти. Адам също произнася това име няколко пъти, но всеки път неправилно.
- Майкъл Кийтън сам измисля по-голямата част от образа на героя си. Кийтън казал на гримьора, че иска мухълът по лицето и косата му да изглежда така, сякаш е пъхнал пръста си в електрически контакт. Актьорът също помолил гардероба да му изпратят дрехи от различни епохи.
- Когато Бийтълджус под формата на ужасна змия напада хората, Ото пада през глава по стълби. Актьорът Глен Шадикс, който играе Ото във филма, умира на 58-годишна възраст от нараняване на главата след падане по стълби.
- Анджелика Хюстън първоначално е избрана за ролята на Делия, но поради заболяване отказва ролята.
- В интервю за Harper's Bazaar Уинона Райдър разказва как за първи път се е озовала на снимачната площадка на филм. Тя искала да се срещне с режисьора Тим Бъртън, но вместо това се обърнала към млад мъж, който смятала, че е от художествения отдел. Райдър и човекът разговаряли непринудено и спокойно около половин час, обсъждайки любимите си филми, а когато Райдър го попитала дали знае кога ще се появи режисьорът Бъртън, човекът отговорил с усмивка: „О, това съм аз!“ Райдър била изумена, защото в нейното съзнание режисьорът трябвало да изглежда като уважаван, зрял мъж, а Бъртън е само на 30 години по това време.
- Сигналът на часовника на адвокатката Джуно е „Погребален марш“ на Фредерик Шопен (соната 35, част 3).
- Когато Адам намира листовка, рекламираща Бийтълджус, той казва името му три пъти, но тъй като го произнася неправилно, Бийтълджус не се появява.
- Джейн, агентката по недвижими имоти, и дъщеря ѝ винаги носят едни и същи тоалети във филма.
- Мелодията, която Чарлз Диц подсвирква, преди да започне да гледа птици, е взета от „Увертюра за лека кавалерия“ на Франц фон Супе.
- По време на вечерята Ото споменава, че е бил изследовател на паранормални явления в Ню Йорк преди срива на пазара и се шегува, че хората, които се самоубиват, стават държавни служители в отвъдния живот. Всъщност всички хора, работещи в офиса на „отвъдното“, са самоубийци: кралицата на красотата от 1939 г. седи в приемната с разрязани китки, обесен мъж седи в приемната, а адвокатката Джуно, който общува с Мейтланд, е срязала гърлото си.
- Когато Бийтълджус се превръща в змия, той казва на Адам и Барбара: „Давай напред и направи моето хилядолетие!“ Това е препратка към известната реплика на Клинт Истууд във филма „Мръсният Хари“ (1971): „Давай и освежи деня ми!“
- Заснемането на епизода, в който Адам и Барбара се превръщат в древни старци и започват да се разпадат, продължава цяла седмица.
- В насилствената сватбена сцена между Бийтълджус и Лидия, роклята на булката е яркочервена. Това е препратка към стиха за цветовете на булчинската рокля: „Ако се ожениш в червено, по-добре е да умреш.“
- Успехът на филма провокира анимационен сериал, чиято премиера е година след излизането на филма. Въпреки че не използва много от това, което е в самия филм, той прави фини препратки, като например покриването на устата на Клеър Брустър с метална пластина от Бийтълджус, както го прави и с Барбара във филма.
- Това е първият филм на Тим Бъртън, който печели „Оскар“ (в категорията за „Най-добър грим“).
- Уейн Найт, Джон Кенди, Джон Гудмън и Боб Хоскинс са разглеждани за ролята на Ото.
- Докато Адам отново се превръща в себе си на тавана, наблюдателните зрители могат да видят Алек Болдуин да си слага комедийния фалшив нос.
- В един от вариантите на сценария, след като пада от моста, ръката на Барбара е смачкана, когато вратата на колата от нейната страна се блъска в предмишницата ѝ. След това, докато колата пада в реката, двойката вика за помощ и постепенно се задушава и умира. Когато душите им се завръщат в дома им, Барбара възстановява счупената си ръка. Въпреки че по-късно сценарият е променен, за да пропусне смъртта на Адам и Барбара, филмът запазва диалога от този сценарий, в който Адам пита Барбара: „Как е ръката ти?“ и тя отговаря: „Не знам, изглежда добре.” Така зрителите, които не знаят за оригиналния сценарий, не разбират значението на този диалог.
- Филмът постоянно се фокусира върху числото „три“: за да викнете Бийтълджус, трябва да кажете името му три пъти; за да отворите вратата към отвъдното, трябва да почукате на вратата три пъти; за да получите помощ от адвокатката Джуно, трябва да изчакате три месеца; има само три пъти, когато Джуно може да окаже помощ; за да се върнете вкъщи от града модел, трябва да кажете „Вкъщи!“ три пъти. Накрая, когато влиза в къщата, Делия споменава липсващата скулптура: „Защо са само три, когато трябва да са четири?“
- Мюзикълът „Бийтълджус“, базиран на филма, излиза на Бродуей през март 2019 г.

## Награди и номинации

### Награди
- 1989 година – „Оскар в категорията „Най-добър грим“ (Ви Нейл, Стив ла Порт, Робърт Шорт)

- 1990 година – „Сатурн“ в категорията „Най-добър филм на ужасите“
- 1990 година – „Сатурн“ в категорията „Най-добър грим“ (Ви Нейл, Стив ла Порт, Робърт Шорт)
- 1990 година – „Сатурн“ в категорията „Най-добра женска второстепенна роля“ (Силвия Сидни)

- 1989 година – Награда на „Броудкаст Мюзик Инкорпорейтид“ (BMI) в категорията „Най-добра музика“ (Дани Елфман)

- 1989 година – Награда на Националното дружество на филмовите критици в категорията „Най-добра мъжка роля“ (Майкъл Кийтън)

### Номинации
- 1990 година – „Сатурн“ в категорията „Най-добра режисура“ (Тим Бъртън)
- 1990 година – „Сатурн“ в категорията „Най-добра музика“ (Дани Елфман)
- 1990 година – „Сатурн“ в категорията „Най-добри специални ефекти“ (Пийтър Куран, Алан Мънроу, Тед Рей, Робърт Шорт)
- 1990 година – „Сатурн“ в категорията „Най-добра мъжка второстепенна роля“ (Майкъл Кийтън)
- 1990 година – „Сатурн“ в категорията „Най-добър сценарий“ (Майкъл Макдауъл, Уорън Скарън)
- 1989 година – Награда на Британска академия за филмово и телевизионно изкуство (БАФТА) в категорията „Най-добър грим“ (Ви Нейл, Стив ла Порт, Робърт Шорт)
- 1989 година – Награда на БАФТА) в категорията „Най-добри специални ефекти“ (Пийтър Куран, Алан Мънроу, Тед Рей, Робърт Шорт)
- 1989 година – „Хюго“ в категорита „Най-добра драматизация“

## Продължение
На 14 февруари 2014 г. Кийтън потвърждава, че е говорил с Бъртън относно създаването на продължение и че предстои предварително обсъждане.
Продължението „Бийтълджус Бийтълджус“ излиза по кината на 6 септември 2024 г.